# Medal za Zdobycie Szturmem Warszawy
Medal za Zdobycie Szturmem Warszawy (ros. Медаль „За взятие приступом Варшавы в 1831 году”) – odznaczenie Imperium Rosyjskiego, ustanowione ukazem cesarza rosyjskiego Mikołaja I Romanowa z dnia 31 grudnia 1831, dla uczczenia zdobycia Warszawy przez wojska rosyjskie we wrześniu 1831. Medal wykonano ze srebra.
Medalem odznaczeni zostali wszyscy oficerowie wyżsi, oficerowie sztabowi i niżsi rangą wojskowi, medycy i kapelani, którzy znajdowali się w oddziałach uczestniczących w bitwie pod Warszawą w dniach 6-7 września 1831.
Medal noszony był na piersi, na wstędze orderowej orderu Virtuti Militari.

## Kontrowersje
Medal ma wydźwięk propagandowy, gdyż walki odbywały się głównie na umocnieniach na przedpolu Warszawy oraz, w ostatniej fazie, częściowo w niektórych miejscach wału okalającego miasto. Ponadto niedobitki rosyjskich oddziałów, którym udało się przedostać do wnętrza miasta, zostały zlikwidowane przez obrońców. Do samego miasta wojska rosyjskie weszły bez walki nazajutrz po bitwie, po opuszczeniu Warszawy przez polskie wojsko. W związku z tym nie może być mowy o wzięciu Warszawy szturmem. Ponadto medal rozdawano nawet tym osobom, które nie brały bezpośredniego udziału w walce.